# Croton coryi
Espèce
Classification APG II (2003)
Croton coryi est une espèce de plantes à fleurs du genre Croton et de la famille des Euphorbiaceae présente au sud ouest du Texas (île Padre).